# Idiots (kunstenaarsduo)
Idiots is het artistieke samenwerkingsverband van de Nederlandse kunstenaars Afke Golsteijn (Amsterdam, 1975) en Floris Bakker (Amsterdam, 1975), opgericht in 2006. Het duo combineert taxidermie met materialen zoals glas, textiel, smeedijzer, borduurwerk en parels, en verkent thema’s als leven, dood, schoonheid en vergankelijkheid. Hun werk, dat balanceert tussen realiteit en fantasie, wordt internationaal tentoongesteld in galeries, musea en privécollecties.

## Biografie

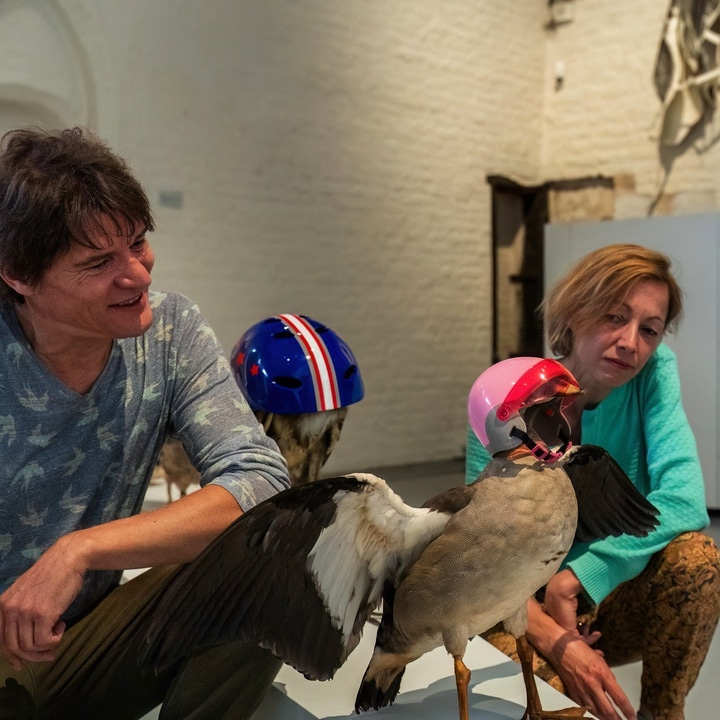
Afke en Floris in Museum Flehite in Amersfoort

Afke Golsteijn, Ruben Taneja en Floris Bakker ontmoeten elkaar als studenten aan de Vrije School in Amsterdam. Ze zijn geïnteresseerd in het maken van kunst met dode opgezette dieren. Op televisie zien we in 1997 Golsteijn en Taneja dan ook in aflevering 10 een bijdrage leveren aan het kunst & cultuuronderdeel Schepperdeschep in het programma Villa Achterwerk met het transformeren van een opgezette flamingo in een kleurige pauw in bruidskleed door gebruik te maken van kleurige tule. Ze vervolgen hun studie aan de Gerrit Rietveld Academie. Ze blijven ook werken met taxidermie, geïnspireerd op fabels en mythologische gebeurtenissen. Zo ontstaat onder andere de slapende haas met rugnummer 13 (kunstwerk waarvan twee titels rondgaan: "Sleeping Hare" en "Zelfportret"). Het is de haas die het in zijn snelheidsrace aflegt tegen de schildpad uit Aesopus' fabel De haas en de schildpad. Taneja gaat dan verder voor zichzelf en zo ontstaat het duo Afke Golsteijn en Floris Bakker.
Golsteijn studeerde van 1999 tot 2003 aan de Gerrit Rietveld Academie in Amsterdam, met een focus op textiele vormgeving en edelsmeden. Bakker studeerde ook aan de Gerrit Rietveld Academie en leerde als autodidact het vak van smid kennen. Hij volgde daarna, ook als autodidact, schriftelijk cursussen op het gebied van bedrijfsadministratie en slaagde voor MBA (Moderne Bedrijfsadministratie) en een groot deel van de modules SPD Bedrijfsadministratie. Deze kennis gebruikte hij onder andere voor de keuze voor hun bedrijfsvorm, een vennootschap onder firma (VOF). Sinds 2006 opereren ze als Idiots, waarbij ze sculpturen, sieraden en installaties creëren die een hedendaagse interpretatie van memento mori bieden.

## Werk en Thema’s

### Taxidermie en sculpturen

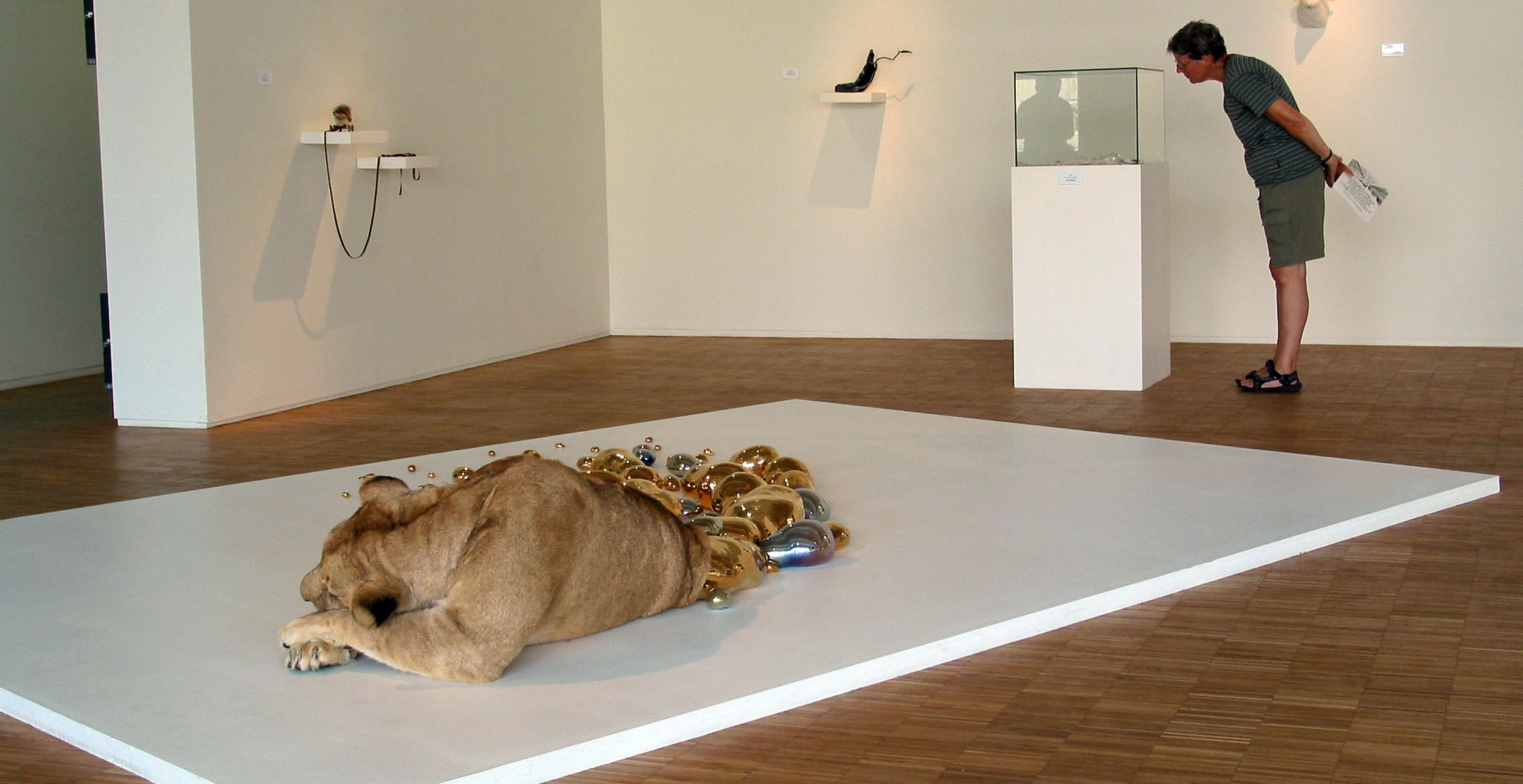
Kunstwerk "Ophelia", geëxposeerd in Het Nationaal Museum van Oslo (Noorwegen) op de Idiots-afdeling.

Het werk van Idiots kenmerkt zich door het gebruik van dode dieren, verwerkt tot kunstobjecten die schoonheid en verval verkennen. Hun sculpturen en installaties combineren taxidermie met ambachtelijke technieken, zoals glasblazen, smeden en borduurwerk, en worden vaak omschreven als emotie-opwekkend en innovatief.
Hun magisch-realistische stijl, waarbij taxidermie wordt gecombineerd met materialen zoals klei, zijde en glas, creëert verhalen die zowel aantrekken als vervreemden. Een sleutelwerk is Ophelia (2005), een leeuw die in goud oplost, dat de vergankelijkheid van schoonheid en rijkdom symboliseert en deel uitmaakt van de collectie van het Nationaal Museum voor Architectuur en Design in Oslo (objectnummer NMK.2006.0077). Het werk wordt besproken in Steven Connors essay Such Stuff As Dreams Are Made On, waarin het de grens tussen materie en verbeelding verkent. In Gold We Trust, een gouden kooi met een bloedende vogel, weerspiegelt maatschappelijke tegenstellingen zoals rijkdom en destructie, zoals gezien in the realityshow De Gouden Kooi. In No Title, No Status (2007) kruipt een kalf uit een tapijt van koeienhuiden, wat de destructieve exploitatie van dierenlichamen en de banaliteit van leerproductie bekritiseert. Don’t Worry, We’ll Straighten Him Out! (2009) toont een stinkdier op een strijkplank, verwijzend naar surrealistische collageprincipes van Max Ernst en het concept van “botched taxidermy” van Steve Baker, whereby de kunstmatige realiteit de problematische mens-dierrelatie bevraagt.
- Kunstwerk Regen komt voor de zon (2018). Hangt in CODA Apeldoorn.
- Kunstwerk Zelfportret (2004) of Sleeping Hare uit de fabel De schildpad en de haas.
- Kunstwerk Winterkoninkje (2004) uit de fabel De adelaar en het winterkoninkje.
- Kunstwerk Fake evolution (2011).

### Sieraden
In het boekje Kijken naar sieraden beschrijft Jeroen Redel Golsteijn als een van de voorlopers van het maken van sieraden met opgezette dieren. Hij vergelijkt de werkwijze met de negentiende-eeuwse modewereld waar hoeden versierd werden met opgezette vogels en bontjes gewoon waren in de wereld van de welgestelden. De dieren die Golsteijn gebruikt hebben alle geleefd en zijn aan het eind dood gevonden, hetzij in een volière, hetzij onder een hoogspanningsmast waar ze tegen de draden waren gevlogen. Alle dieren hebben een verhaal. Redel geeft ook aan dat het doel waarmee de sieraden zijn gemaakt anders zijn dan vroeger. Waren het vroeger trofeeën die de mens decoreerden, hier wordt het dier zelf ook gedecoreerd. Het dier leeft, weliswaar dood, eervol verder.  
Kunsthistoricus Van Lieverloo ervaart de aanraking van de veren in deze sieraden als het terugkeren in je fantasie. Ze vindt de sieraden een emotionele diepgang hebben die een intiem verhaal vertellen over leven en verlies. Een aantal is in de galerij hieronder afgebeeld. Golsteijn wordt regelmatig gevraagd te exposeren op internationale beurzen, musea en tentoonstellingen zoals in de MIDORA Leipzig, in het Wereldmuseum (voorheen Museum voor Volkenkunde) in Leiden en gerenommeerde galeries zoals Galerie Marzee in Nijmegen, Ornamentum in New York, en Museum MAD in New York. De belangrijkste ondersteuning komt daarbij van Galerie Door die hun exposities begeleid en zelf ook exposities verzorgt. 
- Vogelcollier Zwart, onderdeel van sieraadcollectie MAD Museum New York.
- Vogelcollier Pruimenkop, onderdeel van sieraadcollectie MAD Museum New York.
- Vogelcollier Karel Appel, onderdeel van sieraadcollectie MAD Museum New York.
- Vogelcollier Valkparkiet, privécollectie van Sara Visbeek en Jeroen Redel.

### Planteninstallaties en Land art
In hun atelier op Het Domijn in Weesp werken Golsteijn en Bakker aan sculpturen en installaties van organische materialen die in een ecologisch gebied groeien en bloeien
. Ze betrekken bewust de natuur bij hun projecten om te tonen hoe structuren – zoals nerven, takken, zenuwen en bloedbanen – met elkaar verbonden zijn. Hun planteninstallaties kunnen zowel buiten groeien en binnen verder leven als autonome kunstwerken. Een voorbeeld is Longen (2022-2025), een installatie van gevlochten hennepplanten die een netwerk van “aderen” vormt, als symbool voor de onderlinge afhankelijkheid van ecosystemen. Het werk werd tentoongesteld in de beeldentuin van het Domijn en bleef daar drie seizoenen groeien voordat het werd verplaatst naar een binnenruimte. Op dezelfde manier ontstond Heilig Hart, een sculptuur van hetzelfde materiaal waarbij de plant als menselijk figuur wordt neergezet. De wortels zijn het hoofd geworden en het plantenskelet het lichaam waardoor je Heilig hart ook kan zien als de Heilige Drie-eenheid.
Het Domijn zelf, met zijn bijzondere karakter, leent zich ook uitstekend voor land art. Golsteijn en Bakker verbinden kunst met milieubeheer door een vervuilde stortplaats om te vormen tot een bloeiend ecosysteem, waarmee ze de potentie van kunst tonen om ecologisch herstel te katalyseren. De Adonistuinen (Adonis is de god van de vruchtbaarheid, dood en wedergeboorte), verwijzen oorspronkelijk naar een concept uit de Griekse en Fenicische mythologie. In deze sagen werden deze tuinen geassocieerd met rituelen waarbij vrouwen planten zoals sla, venkel of gerst in ondiepe potten of manden kweekten. Deze planten groeiden snel, maar verwelkten ook snel, wat de vergankelijke schoonheid en het cyclische leven van Adonis symboliseerde. Deze rituelen waren vooral populair in de cultus rond Aphrodite, de geliefde van Adonis. Daarnaast wordt de term “Adonistuin” soms figuurlijk gebruikt om een esthetisch aantrekkelijke of idyllische tuin aan te duiden, geïnspireerd door de schoonheid en jeugd die Adonis in de mythologie vertegenwoordigt. Er is echter geen specifieke, fysieke locatie in Nederland die officieel als “Adonistuinen” bekendstaat. Je kunt hooguit denken aan de tuinen van Paleis Het Loo in Apeldoorn, die bekendstaan om hun barokke ontwerp en seizoensgebonden onderhoud, hoewel deze niet direct “Adonistuinen” worden genoemd.
- Kunstwerk De Wending in Garage Rotterdam tijdens A new Order, A new Earth tijdens de Expo in 2021 met Golsteijn en Bakker bezig met de inrichting.
- Kunstwerk Longen op in het atelier met Bakker ernaast in 2024
- Kunsterk Mosmot in de Synagoge van Buren in 2020
- Kunstwerk Heilig Hart in een nis van de Stevenskerk in Nijmegen in 2019)

### Papier en tekeningen
Het duo heeft zich ook toegelegd op werken met papier en tekeningen, waarin ze hun kenmerkende magisch-realistische stijl verder uitwerken. Met delicate technieken zoals aquarel en collage verkennen ze thema’s van vergankelijkheid en natuur. Idiots was in oktober 2023 betrokken bij de familietentoonstelling Kunst & Zoo ter ere van het 75-jarig jubileum van DierenPark Amersfoort. Deze tentoonstelling gehouden in Museum Flehite in Amersfoort richtte zich op de relatie tussen mens en dier. Idiots leverde een bijdrage met hun werk van kleurige vlinders, gevouwen tot papieren vliegtuigjes. Dit werk symboliseert de achteloze omgang met de natuur, waarbij het wegwerpgebaar van een papieren vliegtuigje de vraag oproept hoe zorgvuldig we met onze omgeving omgaan. In de galerij hieronder is een aantal afbeeldingen met werken van Idiots op deze tentoonstelling te zien.
- Papieren vlinder gemaakt van gevouwen vliegtuigvlinders in museum Flehite Amersfoort 2023
- Papieren libel gemaakt van gevouwen vliegtuigvlinders hangend in museum Flehite Amersfoort 2023
- Vliegtuigkerkhof van papieren vliegtuigvlinders in museum Flehite Amersfoort 2023
- New Branch, papieren tak met vliegtuigvlinders in het Auckland Museum (Nieuw Zeeland)

## Tentoonstellingen
Idiots exposeerde wereldwijd, waaronder:
2025: KunstRAI, Amsterdam, Nederland (22–26 april)
2024: Paperwork and Snakepits (solo), Galerie Door, Mariaheide, Nederland (11 juli - 31 oktober)
2024: Voor de Vlam, Nationaal Glasmuseum, Leerdam, Nederland
2023: Kunst & Zoo, Museum Flehite, Amersfoort, Nederland (8 juli - 19 november)
2022: Butterflies and Hurricanes, Galerie Door, Mariaheide, Nederland
2021: KunstRAI, Amsterdam, Nederland (8–12 september)
2020: A New Order, A New Earth, Garage Rotterdam, Rotterdam, Nederland (21 november 2020–7 februari 2021)
2020: Animalia – verzameling van pracht & pastel, CODA (Apeldoorn), Apeldoorn, Nederland (19 januari–30 augustus)
2020: Nieuwe Verleidingen, CODA (Apeldoorn), Apeldoorn, Nederland
2020: Animalia, Garage Rotterdam, Rotterdam, Nederland (1 februari–19 april 2020)
2020: Amazons (solo), Galerie Door, Mariaheide, Nederland
2019: Oversight Idiots (solo), Fabriekswinkel, Veghel, Nederland
2019: Nature First (solo), Art Kitchen, Amsterdam, Nederland
2018: Amazons (solo), Ornamentum Gallery, New York, VS
2017: Sieraden - Makers & Dragers, Museum Volkenkunde, sinds 2023 Wereldmuseum Leiden, Leiden, Nederland
2017: The Beauty of the Beast, Kasteel d'Ursel, Antwerpen, België
2016: Solo Show (solo), Galerie Marzee, Nijmegen, Nederland
2015: Beauty of the Beast - Sieraden en Taxidermie, Museum Arnhem, Arnhem, Nederland
2015: Oracles du Design, Gaîté Lyrique, Parijs, Frankrijk (3 april–16 augustus, curator: Lidewij Edelkoort)
2015: I Wanna Be Your Dog, Künstlerhaus Dortmund, Dortmund, Duitsland (11 januari–22 februari)
2014: Natural Beauty, Shelburne Museum, Shelburne, Vermont, VS
2014: Late Harvest, Museum of Art, Reno, Nevada, VS
2013: KunstRAI, Amsterdam, Nederland (mei 2013)
2013: Twente Biënnale, Roombeek, Enschede, Nederland
2012: Generaal Pardon #1: Taxidermia, Paraplufabriek, Nijmegen, Nederland
2012: Camouflage, Kiasma, Helsinki, Finland
2010: Meat-ing Mens & Vlees, Perron 58, Tilburg, Nederland (curator: Tineke Schuurmans)
2009: KunstRAI (Art Amsterdam), Amsterdam, Nederland (27 mei–1 juni)
2009: Ravishing Beasts: The Strangely Alluring World of Taxidermy, Museum of Vancouver, Vancouver, Canada (22 oktober 2009–28 februari 2010, curator: Rachel Poliquin)
2009: De Aard van het Beest, CODA (Apeldoorn), Apeldoorn, Nederland
2008: Gravity, Gustavsbergs Konsthall, Gustavsberg, Zweden (19 januari–22 maart)
2007: SOFA Chicago, Chicago, VS
2007: Bloedmooi, Natuurhistorisch Museum, Rotterdam, Nederland
2006: The State of Things, Galleri 21:24, Oslo, Noorwegen
2006: KunstRAI (Art Amsterdam), Amsterdam, Nederland (10–15 mei)
2006: Art Rotterdam (solo), Cruise Terminal Rotterdam, Rotterdam, Nederland (9–12 februari)
2005: Ophelia (samenwerking met Ruben Taneja), diverse galeries
2005: Oh Lord, where's the border?, Textiel Festival, Breda, Nederland
2004: Open Borders, Lille, Frankrijk (4 september - 28 november), werk: Rabbit with Embroidered Ears
Een volledige lijst is te vinden op hun officiële website.

## Collecties
Openbare collecties
-CODA (Apeldoorn), Apeldoorn, Nederland (inclusief permanente expositie van het kunstwerk regen komt voor de zon (afbeelding in galerij onder taxidermie en sculpturen)
-Fonds National d’Art Contemporain (FNAC), Parijs, Frankrijk
-AkzoNobel Kunstcollectie, Nederland
- Museum Arnhem, Arnhem, Nederland (waaronder "Blue Parakeet", 2009, en "Stereo", 2009, koptelefoon met twee vogeltjeskoppen)
-Nationaal Museum voor Architectuur en Design, Oslo, Noorwegen (inclusief Ophelia, objectnummer NMK.2006.0077)
-De Nederlandsche Bank Kunstcollectie, Amsterdam, Nederland
-Verbeke Foundation, Kemzeke, België
-Museum Kiasma, Helsinki, Finland
-Collectie Vincent Bazin, Grenoble, Frankrijk
-Nike Collectie, Nederland
-Flexa Collectie, Nederland
-Auckland Museum, Nieuw-Zeeland
Particuliere collecties
-Wereldwijd, waaronder Nederland, België, Frankrijk, Koeweit, Oostenrijk, VS, VK, Italië, Singapore, Hongarije, Zwitserland en Londen